# 浪花男子
浪花男子（／ Naniwadanshi），日本STARTO ENTERTAINMENT旗下的七人男子偶像團體，唱片公司隸屬於J Storm，是繼SUPER EIGHT、WEST.之後，第三組從「關西Jr. 」出道的團體。名稱中的「浪花」源自大阪的古稱，粉絲名稱為 （NaniFamu）。
2018年10月6日於偶像雜誌上宣布組成，當時為「關西小傑尼斯」睽違四年組成的團體。2021年7月28日「浪花之日」（日語中 728 可讀作「Na.Ni.Wa」，與「浪花」同音），在橫濱體育館舉行的全國巡迴演場會上宣布即將「CD出道」。2021年11月12日正式發片出道，出道單曲〈初心LOVE〉首週開出70.6萬張銷量，空降Oricon公信榜單曲週榜冠軍，該曲也是團員道枝駿佑主演電視劇《消失的初戀》主題曲。

## 成員
| 成員名     | 成員名   | 成員名            | 生年月日      | 入社時間       | 血型 | 出生地 | 代表色 | 備註   |
| 姓名       | 日文原文 | 羅馬拼音          | 生年月日      | 入社時間       | 血型 | 出生地 | 代表色 | 備註   |
| ---------- | -------- | ----------------- | ------------- | -------------- | ---- | ------ | ------ | ------ |
| 藤原丈一郎 |          | Fujiwara Joichiro | 1996年2月8日  | 2004年2月21日  | B型  | 大阪府 | ▉      | 副隊長 |
| 西畑大吾   |          | Nishihata Daigo   | 1997年1月9日  | 2011年4月3日   | AB型 | 大阪府 | ▉      | C位    |
| 大橋和也   |          | Ohashi Kazuya     | 1997年8月9日  | 2009年4月3日   | B型  | 福岡縣 | ▉      | 隊長   |
| 高橋恭平   |          | Takahashi Kyohei  | 2000年2月28日 | 2014年11月23日 | B型  | 大阪府 | ▉      |        |
| 大西流星   |          | Onishi Ryusei     | 2001年8月7日  | 2012年7月14日  | O型  | 兵庫縣 | ▉      |        |
| 道枝駿佑   |          | Michieda Shunsuke | 2002年7月25日 | 2014年11月23日 | O型  | 大阪府 | ▉      |        |
| 長尾謙杜   |          | Nagao Kento       | 2002年8月15日 | 2014年11月23日 | B型  | 大阪府 | ▉      |        |

## 簡歷

### 2018年
- 9月初，透過經紀人的簡訊得知團體組成及成員。
- 10月6日，於偶像雜誌上（POTATO、WiNK UP、DUET）公開宣布結成，西畑和道枝的代表色由事務所指定，其他成員則是猜拳決定。

### 2019年
- 7月18日，就任「Redhorse OSAKA WHEEL」特別大使。
- 8月23日 - 24日，擔任第41屆「24小時電視」關西地區特別主持人。
- 10月12日 - 13日，作為大阪萬博「GO!GO!EXPO」特別大使舉行首次單獨戶外演唱會，由於遇上颱風，演唱會被迫取消。
- 11月14日 - 2020年1月5日，舉行首次巡迴演唱會『なにわ男子 First Live Tour 2019〜なにわと一緒に#アオハルしよ?〜』。

### 2020年
- 3月29日 - 30日，於兩國國技館舉行的演唱會『NANIWA DANSHI LIVE 2020「Shall we #AOHARU?』，由於新冠肺炎疫情擴大，導致公演中止。
- 8月28日 - 9月27日，舉行的『NANIWA DANSHI LIVE 2020「Shall we #AOHARU?』振替公演也因為新冠肺炎因素導致公演中止。
- 11月21日 - 22日，於Johnny's net online上舉行『Kansai Johnnys' Jr. DREAM PAVILION ～Shall we # AOHARU～』線上演唱會。

### 2021年
- 7月4日 - 9月19日，舉行初次Arena巡迴演唱會『なにわ男子 First Arena Tour 2021 #なにわ男子しか勝たん』。
- 7月28日，在演唱會YouTube直播中宣布將於同年11月12日發行CD出道。
- 7月28日 - 11月30日，於東京澀谷及大阪心齋橋舉行期間限定快閃店『なにわのにわ』。
- 8月9日 - 27日，擔任第103屆全國高等學校棒球錦標賽應援者。
- 8月27日，創立單獨粉絲後援會。
- 10月19日，開設官方YouTube頻道。
- 11月12日，正式發行首張單曲「初心LOVE」出道。
- 12月25日，於Johnny's net online上舉行『なにふぁむ大集合!〜なにわと何する生Xmas 2021〜』出道紀念活動。

### 2022年
- 2月23日，發行DVD＆Blu-ray「なにわ男子 First Arena Tour 2021 #なにわ男子しか勝たん」。
- 4月27日，發行第二張單曲「The Answer/祝你幸福」。
- 7月13日，發行第一張專輯「1st Love」。
- 7月23日 - 10月16日，舉行出道演唱會『なにわ男子 Debut Tour 2022 1st Love』。
- 8月18日，於Johnny's net online上舉行『なにわ男子とLove Summer はじめて尽くしのサマーフェスティバル!!!!!!!』第一張專輯發售紀念活動直播。
- 11月16日，發行第三張單曲「歡樂驚喜」。

### 2023年
- 3月8日，發行第四張單曲「Special Kiss」。
- 4月26日，發行LIVE Blu-ray&DVD「なにわ男子 Debut Tour 2022 1st love」。
- 擔任第46屆「24小時電視」主持人。
- 7月12日，發行第二張專輯「POPMALL」。
- 7月27日 - 10月29日，在全國9個地方，舉行『LIVE TOUR 2023 'POPMALL'』全國巡迴演唱會。
- 9月13日，發行第五張單曲「Make Up Day/Missing」。
- 11月15日，發行第六張單曲「I Wish」。
- 12月31日，在FAMILY CLUB online上舉行『なにわ男子と年跨ぎ 2023→2024』粉絲後援會限定跨年直播。

### 2024年
- 2月14日，發行LIVE Blu-ray&DVD「浪花男子 LIVE TOUR 2023 'POPMALL'」。
- 4月29日，作為「DREAM IsLAND」計劃的一環，與SUPER EIGHT和WEST.組成聯合偶像團體「KAMIGATA BOYZ」。
- 6月12日，發行第三張專輯「+Alpha」。
- 6月28日 - 10月6日，舉行『なにわ男子 LIVE TOUR 2024 '+Alpha'』全國巡迴演場會。
- 8月14日，最新專輯「+Alpha」以及此前發行的全部6首單曲將解禁數位發行與串流平台。
- 8月28日，發行第七張單曲「愛中的光」。
- 11月12日、11月21日，於東京及大阪舉行「-728 Room- Specail Event」愛中的光發售紀念特別活動。
- 11月29日 – 2025年1月26日，於台北、首爾、香港三個城市舉行首次亞洲巡演『Naniwa Danshi ASIA TOUR 2024+2025 '+Alpha'』。

### 2025年
- 2月26日，發行第八張單曲「Doki it」。
- 7月2日，發行第四張專輯「BON BON VOYAGE」。

## 音樂作品

### 單曲
| # | 發售日         | 名稱                | 版本        | 版本                               | 產品編號       | 首週排名 | 首週銷量 | 備註 |
| - | -------------- | ------------------- | ----------- | ---------------------------------- | -------------- | -------- | -------- | ---- |
| 1 | 2021年11月12日 | 初心LOVE            | CD+DVD      | 初回限定盤1                        | JACA-5933/4    | 1位      | 70.6萬   |      |
| 1 | 2021年11月12日 | 初心LOVE            | CD+BD       | 初回限定盤1                        | JACA-5935/6    | 1位      | 70.6萬   |      |
| 1 | 2021年11月12日 | 初心LOVE            | CD+DVD      | 初回限定盤2                        | JACA-5937/8    | 1位      | 70.6萬   |      |
| 1 | 2021年11月12日 | 初心LOVE            | CD+BD       | 初回限定盤2                        | JACA-5939/40   | 1位      | 70.6萬   |      |
| 1 | 2021年11月12日 | 初心LOVE            | CD          | 通常盤                             | JACA-5941      | 1位      | 70.6萬   |      |
| 1 | 2021年11月12日 | 初心LOVE            | CD+周邊商品 | Johnnys' ISLAND STORE online限定盤 | JSNC-050/1     | 1位      | 70.6萬   |      |
| 1 | 2021年11月12日 | 初心LOVE            | CD+DVD      | Lawson、HMV限定盤                  | JSNC-052       | 1位      | 70.6萬   |      |
| 2 | 2022年4月27日  | The Answer/祝你幸福 | CD+DVD      | 初回限定盤1                        | JACA-5960/1    | 1位      | 53.5萬   |      |
| 2 | 2022年4月27日  | The Answer/祝你幸福 | CD+BD       | 初回限定盤1                        | JACA-5962/3    | 1位      | 53.5萬   |      |
| 2 | 2022年4月27日  | The Answer/祝你幸福 | CD+DVD      | 初回限定盤2                        | JACA-5964/5    | 1位      | 53.5萬   |      |
| 2 | 2022年4月27日  | The Answer/祝你幸福 | CD+BD       | 初回限定盤2                        | JACA-5966/7    | 1位      | 53.5萬   |      |
| 2 | 2022年4月27日  | The Answer/祝你幸福 | CD          | 通常盤                             | JACA-5968      | 1位      | 53.5萬   |      |
| 3 | 2022年11月16日 | 歡樂驚喜            | CD+DVD      | 初回限定盤1                        | JACA-6022/3    | 1位      | 51.6萬   |      |
| 3 | 2022年11月16日 | 歡樂驚喜            | CD+BD       | 初回限定盤1                        | JACA-6024/5    | 1位      | 51.6萬   |      |
| 3 | 2022年11月16日 | 歡樂驚喜            | CD+DVD      | 初回限定盤2                        | JACA-6026/7    | 1位      | 51.6萬   |      |
| 3 | 2022年11月16日 | 歡樂驚喜            | CD+BD       | 初回限定盤2                        | JACA-6028/9    | 1位      | 51.6萬   |      |
| 3 | 2022年11月16日 | 歡樂驚喜            | CD          | 通常盤                             | JACA-6030      | 1位      | 51.6萬   |      |
| 4 | 2023年3月8日   | Special Kiss        | CD+DVD      | 初回限定盤1                        | JACA-6040/1    | 1位      | 51.6萬   |      |
| 4 | 2023年3月8日   | Special Kiss        | CD+BD       | 初回限定盤1                        | JACA-6042/3    | 1位      | 51.6萬   |      |
| 4 | 2023年3月8日   | Special Kiss        | CD+DVD      | 初回限定盤2                        | JACA-6044/5    | 1位      | 51.6萬   |      |
| 4 | 2023年3月8日   | Special Kiss        | CD+BD       | 初回限定盤2                        | JACA-6046/7    | 1位      | 51.6萬   |      |
| 4 | 2023年3月8日   | Special Kiss        | CD          | 通常盤                             | JACA-6048      | 1位      | 51.6萬   |      |
| 5 | 2023年9月13日  | Make Up Day/Missing | CD+DVD      | 初回限定盤1                        | JACA-6078/9    | 1位      | 39.4萬   |      |
| 5 | 2023年9月13日  | Make Up Day/Missing | CD+BD       | 初回限定盤1                        | JACA-6076/7    | 1位      | 39.4萬   |      |
| 5 | 2023年9月13日  | Make Up Day/Missing | CD+DVD      | 初回限定盤2                        | JACA-6082/3    | 1位      | 39.4萬   |      |
| 5 | 2023年9月13日  | Make Up Day/Missing | CD+BD       | 初回限定盤2                        | JACA-6080/1    | 1位      | 39.4萬   |      |
| 5 | 2023年9月13日  | Make Up Day/Missing | CD          | 通常盤                             | JACA-6084      | 1位      | 39.4萬   |      |
| 6 | 2023年11月15日 | I Wish              | CD+DVD      | 初回限定盤1                        | JACA-6101/2    | 1位      | 37.0萬   |      |
| 6 | 2023年11月15日 | I Wish              | CD+BD       | 初回限定盤1                        | JACA-6099/6100 | 1位      | 37.0萬   |      |
| 6 | 2023年11月15日 | I Wish              | CD+DVD      | 初回限定盤2                        | JACA-6105/6    | 1位      | 37.0萬   |      |
| 6 | 2023年11月15日 | I Wish              | CD+BD       | 初回限定盤2                        | JACA-6103/4    | 1位      | 37.0萬   |      |
| 6 | 2023年11月15日 | I Wish              | CD          | 通常盤                             | JACA-6107      | 1位      | 37.0萬   |      |
| 7 | 2024年8月28日  | 爱中的光            | CD+DVD      | 初回限定盤1                        | LCCA-6147/8    | 1位      | 40.0萬   |      |
| 7 | 2024年8月28日  | 爱中的光            | CD+BD       | 初回限定盤1                        | LCCA-6145/6    | 1位      | 40.0萬   |      |
| 7 | 2024年8月28日  | 爱中的光            | CD+DVD      | 初回限定盤2                        | LCCA-6151/2    | 1位      | 40.0萬   |      |
| 7 | 2024年8月28日  | 爱中的光            | CD+BD       | 初回限定盤2                        | LCCA-6149/50   | 1位      | 40.0萬   |      |
| 7 | 2024年8月28日  | 爱中的光            | CD          | 通常盤                             | LCCA-6153      | 1位      | 40.0萬   |      |
| 8 | 2025年2月26日  | Doki it             | CD+DVD      | 初回限定盤1                        | LCCA-6176/7    | 1位      | 32.5萬   |      |
| 8 | 2025年2月26日  | Doki it             | CD+BD       | 初回限定盤1                        | LCCA-6174/5    | 1位      | 32.5萬   |      |
| 8 | 2025年2月26日  | Doki it             | CD+DVD      | 初回限定盤2                        | LCCA-6180/1    | 1位      | 32.5萬   |      |
| 8 | 2025年2月26日  | Doki it             | CD+BD       | 初回限定盤2                        | LCCA-6178/9    | 1位      | 32.5萬   |      |
| 8 | 2025年2月26日  | Doki it             | CD          | 通常盤                             | LCCA-6182      | 1位      | 32.5萬   |      |

### 專輯
| # | 發售日        | 名稱           | 版本    | 版本        | 產品編號        | 首週排名 | 首週銷量 | 備註     |
| - | ------------- | -------------- | ------- | ----------- | --------------- | -------- | -------- | -------- |
| 1 | 2022年7月13日 | 1st Love       | 2CD+DVD | 初回限定盤1 | JACA 5991〜5993 | 1位      | 71.2萬   | 三金唱片 |
| 1 | 2022年7月13日 | 1st Love       | 2CD+BD  | 初回限定盤1 | JACA 5994〜5996 | 1位      | 71.2萬   | 三金唱片 |
| 1 | 2022年7月13日 | 1st Love       | CD+DVD  | 初回限定盤2 | JACA 5997〜5998 | 1位      | 71.2萬   | 三金唱片 |
| 1 | 2022年7月13日 | 1st Love       | CD+BD   | 初回限定盤2 | JACA 5999〜6000 | 1位      | 71.2萬   | 三金唱片 |
| 1 | 2022年7月13日 | 1st Love       | CD      | 通常盤      | JACA 6001       | 1位      | 71.2萬   | 三金唱片 |
| 2 | 2023年7月12日 | POPMALL        | CD+DVD  | 初回限定盤1 | JACA 6069〜6070 | 1位      | 43.8萬   | 雙金唱片 |
| 2 | 2023年7月12日 | POPMALL        | CD+BD   | 初回限定盤1 | JACA 6067~6068  | 1位      | 43.8萬   | 雙金唱片 |
| 2 | 2023年7月12日 | POPMALL        | CD+DVD  | 初回限定盤2 | JACA 6073〜6074 | 1位      | 43.8萬   | 雙金唱片 |
| 2 | 2023年7月12日 | POPMALL        | CD+BD   | 初回限定盤2 | JACA 6071〜6072 | 1位      | 43.8萬   | 雙金唱片 |
| 2 | 2023年7月12日 | POPMALL        | CD      | 通常盤      | JACA 6075       | 1位      | 43.8萬   | 雙金唱片 |
| 3 | 2024年6月12日 | +Alpha         | CD+DVD  | 初回限定盤1 | LCCA-6129～6130 | 1位      | 35.7萬   |          |
| 3 | 2024年6月12日 | +Alpha         | CD+BD   | 初回限定盤1 | LCCA-6127～6128 | 1位      | 35.7萬   |          |
| 3 | 2024年6月12日 | +Alpha         | CD+DVD  | 初回限定盤2 | LCCA-6133～6134 | 1位      | 35.7萬   |          |
| 3 | 2024年6月12日 | +Alpha         | CD+BD   | 初回限定盤2 | LCCA-6131～6132 | 1位      | 35.7萬   |          |
| 3 | 2024年6月12日 | +Alpha         | CD      | 通常盤      | LCCA-6135       | 1位      | 35.7萬   |          |
| 4 | 2025年7月2日  | BON BON VOYAGE | CD+DVD  | 初回限定盤1 | LCCA-6208～6209 |          |          |          |
| 4 | 2025年7月2日  | BON BON VOYAGE | CD+BD   | 初回限定盤1 | LCCA-6206～6207 |          |          |          |
| 4 | 2025年7月2日  | BON BON VOYAGE | CD+DVD  | 初回限定盤2 | LCCA-6212～6213 |          |          |          |
| 4 | 2025年7月2日  | BON BON VOYAGE | CD+BD   | 初回限定盤2 | LCCA-6210～6211 |          |          |          |
| 4 | 2025年7月2日  | BON BON VOYAGE | CD      | 通常盤      | LCCA-6214       |          |          |          |

### 影像作品
| ＃ | 發售日        | 名稱                                                    | 版本 | 版本                 | 產品編號        | 首週排名 | 首週銷量 | 備註 |
| -- | ------------- | ------------------------------------------------------- | ---- | -------------------- | --------------- | -------- | -------- | ---- |
| 1  | 2022年2月23日 | なにわ男子 First Arena Tour 2021 ＃なにわ男子しか勝たん | 2DVD | 通常盤/初回發行版本  | JABA-5425~5426  | 1位      | 25.2萬   |      |
| 1  | 2022年2月23日 | なにわ男子 First Arena Tour 2021 ＃なにわ男子しか勝たん | 2BD  | 通常盤/初回發行版本  | JAXA-5157〜5158 | 1位      | 25.2萬   |      |
| 1  | 2022年2月23日 | なにわ男子 First Arena Tour 2021 ＃なにわ男子しか勝たん | 2DVD | 通常盤               | JABA-5427〜5428 | 1位      | 25.2萬   |      |
| 1  | 2022年2月23日 | なにわ男子 First Arena Tour 2021 ＃なにわ男子しか勝たん | 2BD  | 通常盤               | JAXA-5159〜5160 | 1位      | 25.2萬   |      |
| 2  | 2023年4月26日 | 浪花男子 Debut Tour 2022 1st Love                       | 2DVD | 初回限定盤           | JABA-5469〜5470 | 1位      | 30.2萬   |      |
| 2  | 2023年4月26日 | 浪花男子 Debut Tour 2022 1st Love                       | 2BD  | 初回限定盤           | JAXA-5197〜5198 | 1位      | 30.2萬   |      |
| 2  | 2023年4月26日 | 浪花男子 Debut Tour 2022 1st Love                       | 2DVD | 通常盤               | JABA-5471〜5472 | 1位      | 30.2萬   |      |
| 2  | 2023年4月26日 | 浪花男子 Debut Tour 2022 1st Love                       | 2BD  | 通常盤               | JAXA-5199〜5200 | 1位      | 30.2萬   |      |
| 3  | 2024年2月14日 | 浪花男子 LIVE TOUR 2023 'POPMALL'                       | 3DVD | 初回限定盤           | LCBA-5504〜5506 | 1位      | 23.1萬   |      |
| 3  | 2024年2月14日 | 浪花男子 LIVE TOUR 2023 'POPMALL'                       | 3BD  | 初回限定盤           | LCXA-5227〜5229 | 1位      | 23.1萬   |      |
| 3  | 2024年2月14日 | 浪花男子 LIVE TOUR 2023 'POPMALL'                       | 2DVD | 通常盤               | LCBA-5507〜5508 | 1位      | 23.1萬   |      |
| 3  | 2024年2月14日 | 浪花男子 LIVE TOUR 2023 'POPMALL'                       | 2BD  | 通常盤               | LCXA-5230〜5231 | 1位      | 23.1萬   |      |
| 4  | 2025年4月23日 | なにわ男子 LIVE TOUR 2024 '+Alpha'                      | 3DVD | 初回限定盤           | LCBA-5533/5     | 1位      | 18.7萬   |      |
| 4  | 2025年4月23日 | なにわ男子 LIVE TOUR 2024 '+Alpha'                      | 3BD  | 初回限定盤           | LCXA-5253/5     | 1位      | 18.7萬   |      |
| 4  | 2025年4月23日 | なにわ男子 LIVE TOUR 2024 '+Alpha'                      | 2DVD | 初回限定【アジア】盤 | LCBA-5536/7     | 1位      | 18.7萬   |      |
| 4  | 2025年4月23日 | なにわ男子 LIVE TOUR 2024 '+Alpha'                      | 2BD  | 初回限定【アジア】盤 | LCXA-5256/7     | 1位      | 18.7萬   |      |
| 4  | 2025年4月23日 | なにわ男子 LIVE TOUR 2024 '+Alpha'                      | 2DVD | 通常盤               | LCBA-5538/9     | 1位      | 18.7萬   |      |
| 4  | 2025年4月23日 | なにわ男子 LIVE TOUR 2024 '+Alpha'                      | 2BD  | 通常盤               | LCXA-5258/9     | 1位      | 18.7萬   |      |

### 小傑尼斯時期歌曲
| 歌曲名稱                   | 作詞、作曲                                                                       | 備註                                  |
| -------------------------- | -------------------------------------------------------------------------------- | ------------------------------------- |
| なにわLucky Boy!!          | 作詞：MINE、作曲：MINE / 川口進 / ATSUSHI SHIMADA                                | 收錄於專輯｢1st Love｣                  |
| ダイヤモンドスマイル       | 作詞：栗原曉（Jazzin'park）、作曲：栗原曉（Jazzin'park） / 前田佑（Jazzin'park） | 收錄於專輯｢1st Love｣                  |
| アオハル〜with U with me〜 | 作詞：川口進、作曲：川口進 / MELIN JOSEF MATTIAS                                 | 收錄於專輯｢1st Love｣                  |
| 僕空〜足跡のない未來〜     | 作詞・作曲：前山田健一                                                           | 收錄於專輯｢1st Love｣                  |
| 2 Faced                    | 作詞：磯谷佳江、作曲：小野貴光                                                   | 收錄於專輯｢1st Love｣                  |
| Seven Stars                | 作詞：なにわ男子、作曲：玉木千尋                                                 | 收錄於專輯｢1st Love｣                  |
| Shall We....               | 作詞：YU-G、作曲：YU-G /SHIBU                                                    | 收錄於專輯｢1st Love｣                  |
| Soda Pop Love              | 作詞・作曲：金井奏馬                                                             | 收錄於專輯｢1st Love｣                  |
| Time View -果てなく続く道- | 作詞：道枝駿佑、作曲：川口進                                                     | 收錄於專輯｢1st Love｣                  |
| 夜這星                     | 作詞：磯谷佳江、作曲：YOSHIHIRO、編曲：出口遼                                    | 收錄於專輯｢1st Love｣                  |
| 夢わたし                   | 作曲：SAMSSON FREDRIK CARL TOMAS、作詞・作曲：MINE/ATSUSHI SHIMAD                | 收錄於單曲｢初心LOVE｣ / 專輯｢1st Love｣ |

### 主題曲
| 年份   | 歌曲名稱                   | 備註 |
| ------ | -------------------------- | --- |
| 2019年 | 僕空〜足跡のない未来〜     | - 《GO!GO!EXPO》主題曲                                                                                                |
| 2020年 | アオハル〜with U with me〜 | - 日劇《型男高中》主題曲                                                                                              |
| 2021年 | 夜這星                     | - 日劇《為你著迷》主題曲                                                                                              |
| 2021年 | 夢わたし                   | - 《第103屆全國高等學校棒球錦標賽》應援主題曲 - 電視節目《熱闘甲子園》主題曲                                          |
| 2021年 | 初心LOVE                   | - 日劇《被擦掉的初戀》主題曲 - 《GU》聯名企劃廣告主題曲 - 《Softbank「5G LAB」》廣告主題曲 - 《LAWSON》聯名活動主題曲 |
| 2022年 | The Answer                 | - 日劇《金田一少年之事件簿》主題曲                                                                                    |
| 2022年 | サチアレ                   | - 晨間新聞《鬧鐘電視》主題曲                                                                                          |
| 2022年 | シンシア                   | - 日劇《租借女友》主題曲                                                                                              |
| 2022年 | Timeless Love              | - 日劇《愛上給我橡皮擦的女孩》主題曲                                                                                  |
| 2022年 | #MerryChristmas            | - 《Lawson Christmas》聯名活動主題曲                                                                                  |
| 2023年 | Special Kiss               | - 電影《千輝同學未免甜得過火》主題曲 - 《Softbank「なにわ男子HOUSE」》廣告主題曲                                      |
| 2023年 | 青春ラプソディ             | - 《倍樂生「進研ゼミ」》廣告主題曲                                                                                    |
| 2023年 | Blue Story                 | - 《SEA BREEZE》廣告主題曲                                                                                            |
| 2023年 | Make Up Day                | - 日劇《妝紅生活》主題曲                                                                                              |
| 2023年 | Missing                    | - 日劇《敲響密室之門》主題曲                                                                                          |
| 2023年 | I Wish                     | - 日劇《我的第二青春》主題曲                                                                                          |
| 2024年 | NEW CLASSIC                | - 《青山洋服「フレッシャーズフェア」》廣告主題曲                                                                      |
| 2024年 | コイスルヒカリ             | - 電影《不知戀愛的我們》主題曲                                                                                        |
| 2024年 | Don't Worry!!              | - 《Softbank「トビデル」》廣告主題曲                                                                                  |
| 2024年 | ありがとう心から           | - 動畫電影《劇場版 忍者亂太郎 毒竹忍者隊最強之軍師》主題曲                                                            |
| 2025年 | Doki it                    | - 《青山洋服「メンズフレッシャーズ」》廣告主題曲                                                                      |
| 2025年 | ギラギラサマー             | - 《ROUND 1》廣告主題曲                                                                                               |
| 2025年 | アシンメトリー             | - 日劇《Revenge Spy》主題曲                                                                                           |
| 2025年 | Black Nightmare            | - 日劇《Laundering》主題曲                                                                                            |

### 音樂錄影帶
| 收錄作品            | 歌曲名稱               | 音樂影片      | 舞蹈影片 | 練習室影片 | 錄音室影片 |
| ------------------- | ---------------------- | ------------- | -------- | ---------- | ---------- |
| 初心LOVE            | 初心LOVE               | [ 14 ]        | [ 15 ]   |            |            |
| 初心LOVE            | NANIWA'n WAY           | [ 16 ]        |          |            |            |
| The Answer/サチアレ | The Answer             | [ 17 ]        | [ 18 ]   | [ 19 ]     |            |
| The Answer/サチアレ | サチアレ               | [ 20 ] [ 21 ] |          |            |            |
| 1st Love            | ダイヤモンドスマイル   | [ 22 ]        | [ 23 ]   |            |            |
| 1st Love            | シンシア               |               |          |            | [ 24 ]     |
| 1st Love            | Timeless Love          |               |          |            | [ 25 ]     |
| ハッピーサプライズ  | ハッピーサプライズ     | [ 26 ]        | [ 27 ]   |            | [ 28 ]     |
| ハッピーサプライズ  | #MerryChristmas        | [ 29 ]        |          |            |            |
| Special Kiss        | Special Kiss           | [ 30 ]        |          |            |            |
| Special Kiss        | 青春ラプソディ         | [ 31 ]        |          |            |            |
| POPMALL             | Poppin' Hoppin' Lovin' | [ 32 ]        |          |            |            |
| POPMALL             | LAI-LA-LA              | [ 33 ]        | [ 34 ]   |            |            |
| Make Up Day/Missing | Make Up Day            | [ 35 ]        |          |            |            |
| Make Up Day/Missing | Missing                | [ 36 ]        |          |            |            |
| I Wish              | I Wish                 | [ 37 ]        |          |            | [ 38 ]     |
| I Wish              | Join Us                | [ 39 ]        |          |            |            |

## 演唱會

### 單獨演唱會
| 年份                                                                                                | 日期                          | 會場                                      | 規模                                          | 備註 |
| GO!GO!EXPO                                                                                          | GO!GO!EXPO                    | GO!GO!EXPO                                | GO!GO!EXPO                                    | GO!GO!EXPO |
| --------------------------------------------------------------------------------------------------- | ----------------------------- | ----------------------------------------- | --------------------------------------------- | --- |
| 2019年                                                                                              | 10月12日－13日（2公演）       | 萬博記念公園                              | 2公演                                         | 作為大阪萬博特別大使所舉行的戶外演唱會，由於遇上颱風，演唱會被迫取消 |
| なにわ男子 First Live Tour 2019〜なにわと一緒に#アオハルしよ?〜                                     |                               |                                           |                                               | |
| 2019年 - 2020年                                                                                     | 11月14日 - 15日（2公演）      | Pacifico横濱 國立大Hall                   | 7會場・24公演（含追加公演13場）               | 團體首次的全國巡演，以「AOHARU」為主題。最初公布的6個城市、11場公演收到了208萬件申請（中選率為70倍）。 |
| 2019年 - 2020年                                                                                     | 12月1日（1公演）              | 上野學園Hall                              | 7會場・24公演（含追加公演13場）               | 團體首次的全國巡演，以「AOHARU」為主題。最初公布的6個城市、11場公演收到了208萬件申請（中選率為70倍）。 |
| 2019年 - 2020年                                                                                     | 12月8日（2公演）              | 仙台Sun Place Hall                        | 7會場・24公演（含追加公演13場）               | 團體首次的全國巡演，以「AOHARU」為主題。最初公布的6個城市、11場公演收到了208萬件申請（中選率為70倍）。 |
| 2019年 - 2020年                                                                                     | 12月17日（2公演）             | 福岡Sun Place                             | 7會場・24公演（含追加公演13場）               | 團體首次的全國巡演，以「AOHARU」為主題。最初公布的6個城市、11場公演收到了208萬件申請（中選率為70倍）。 |
| 2019年 - 2020年                                                                                     | 12月23日 - 26日（10公演）     | 歐力士劇場                                | 7會場・24公演（含追加公演13場）               | 團體首次的全國巡演，以「AOHARU」為主題。最初公布的6個城市、11場公演收到了208萬件申請（中選率為70倍）。 |
| 2019年 - 2020年                                                                                     | 12月27日（2公演）             | 日本特殊陶藝市民會館 Forest Hall          | 7會場・24公演（含追加公演13場）               | 團體首次的全國巡演，以「AOHARU」為主題。最初公布的6個城市、11場公演收到了208萬件申請（中選率為70倍）。 |
| 2019年 - 2020年                                                                                     | 2020年1月3日 - 5日（5公演）   | 大阪城音樂廳                              | 7會場・24公演（含追加公演13場）               | 團體首次的全國巡演，以「AOHARU」為主題。最初公布的6個城市、11場公演收到了208萬件申請（中選率為70倍）。 |
| NANIWA DANSHI LIVE 2020「Shall we #AOHARU? Kansai Johnnys' Jr. DREAM PAVILION ～Shall we # AOHARU～ |                               |                                           |                                               | |
| 2020年                                                                                              | 3月29日・3月30日（4公演）     | 兩國國技館                                | 1會場・4公演（含追加公演1場）                 | 作為2019年巡演的追加公演，演出名稱針對海外觀眾進行了更改、但由於新冠病毒的影響，原定於3月29日和30日在兩國國技館舉行的公演被取消。隨後宣布了補辦公演，但8月份的公演也被取消最終宣布全場次公演取消，並改為線上配信、111月，以「Kansai Johnny's DREAM PAVILION 〜Shall we #AOHARU?〜」為名，共進行了四場線上配信。 |
| 2020年                                                                                              | 8月28日 - 30日（5公演）       | 大阪城音樂廳                              | 3會場・15公演（振替公演）                     | 作為2019年巡演的追加公演，演出名稱針對海外觀眾進行了更改、但由於新冠病毒的影響，原定於3月29日和30日在兩國國技館舉行的公演被取消。隨後宣布了補辦公演，但8月份的公演也被取消最終宣布全場次公演取消，並改為線上配信、111月，以「Kansai Johnny's DREAM PAVILION 〜Shall we #AOHARU?〜」為名，共進行了四場線上配信。 |
| 2020年                                                                                              | 9月11日 - 13日（5公演）       | 名古屋市綜合體育館                        | 3會場・15公演（振替公演）                     | 作為2019年巡演的追加公演，演出名稱針對海外觀眾進行了更改、但由於新冠病毒的影響，原定於3月29日和30日在兩國國技館舉行的公演被取消。隨後宣布了補辦公演，但8月份的公演也被取消最終宣布全場次公演取消，並改為線上配信、111月，以「Kansai Johnny's DREAM PAVILION 〜Shall we #AOHARU?〜」為名，共進行了四場線上配信。 |
| 2020年                                                                                              | 9月24日、26日 - 27日（5公演） | 橫濱體育館                                | 3會場・15公演（振替公演）                     | 作為2019年巡演的追加公演，演出名稱針對海外觀眾進行了更改、但由於新冠病毒的影響，原定於3月29日和30日在兩國國技館舉行的公演被取消。隨後宣布了補辦公演，但8月份的公演也被取消最終宣布全場次公演取消，並改為線上配信、111月，以「Kansai Johnny's DREAM PAVILION 〜Shall we #AOHARU?〜」為名，共進行了四場線上配信。 |
| 2020年                                                                                              | 11月21日・11月22日（4公演）   | （線上演唱會）                            | 4公演                                         | 作為2019年巡演的追加公演，演出名稱針對海外觀眾進行了更改、但由於新冠病毒的影響，原定於3月29日和30日在兩國國技館舉行的公演被取消。隨後宣布了補辦公演，但8月份的公演也被取消最終宣布全場次公演取消，並改為線上配信、111月，以「Kansai Johnny's DREAM PAVILION 〜Shall we #AOHARU?〜」為名，共進行了四場線上配信。 |
| なにわ男子 First Arena Tour 2021 #なにわ男子しか勝たん                                              |                               |                                           |                                               | |
| 2021年                                                                                              | 7月4日（2公演）               | 宮城縣綜合運動公園綜合體育館              | 8會場・26公演（含追加公演2場、再追加公演3場） | 全公演之MC部分於Youtube小傑尼斯頻道直播播出 |
| 2021年                                                                                              | 7月27日・28日（3公演）        | 橫濱體育館                                | 8會場・26公演（含追加公演2場、再追加公演3場） | 全公演之MC部分於Youtube小傑尼斯頻道直播播出 |
| 2021年                                                                                              | 8月7日・8日（3公演）          | 大阪城音樂廳                              | 8會場・26公演（含追加公演2場、再追加公演3場） | 全公演之MC部分於Youtube小傑尼斯頻道直播播出 |
| 2021年                                                                                              | 8月17日・18日（3公演）        | MARINE MESSE福岡                          | 8會場・26公演（含追加公演2場、再追加公演3場） | 全公演之MC部分於Youtube小傑尼斯頻道直播播出 |
| 2021年                                                                                              | 8月21日・22日（3公演）        | 名古屋市綜合體育館                        | 8會場・26公演（含追加公演2場、再追加公演3場） | 全公演之MC部分於Youtube小傑尼斯頻道直播播出 |
| 2021年                                                                                              | 9月2日 - 5日（6公演）         | Kobe World Memorial Hall                  | 8會場・26公演（含追加公演2場、再追加公演3場） | 全公演之MC部分於Youtube小傑尼斯頻道直播播出 |
| 2021年                                                                                              | 9月11日・12日（3公演）        | 真駒內屋內競技場                          | 8會場・26公演（含追加公演2場、再追加公演3場） | 全公演之MC部分於Youtube小傑尼斯頻道直播播出 |
| 2021年                                                                                              | 9月18日・19日 （3公演）       | 朱鷺展覽館                                | 8會場・26公演（含追加公演2場、再追加公演3場） | 全公演之MC部分於Youtube小傑尼斯頻道直播播出 |
| なにわ男子 Debut Tour 2022 1st Love                                                                 |                               |                                           |                                               | |
| 2022年                                                                                              | 7月23日・24日（4公演）        | 國立代代木競技場 第一體育館               | 9會場・39公演                                 | 這是以專輯《1st Love》為主題的出道後首次巡演。 此外，由於大橋感染新冠病毒，原定的巡演日程進行延期和更改。同樣地，長尾因感染新冠病毒缺席了福井公演及26、27日的靜岡公演。 |
| 2022年                                                                                              | 7月26日 - 28日（5公演）       | 大阪城音樂廳                              | 9會場・39公演                                 | 這是以專輯《1st Love》為主題的出道後首次巡演。 此外，由於大橋感染新冠病毒，原定的巡演日程進行延期和更改。同樣地，長尾因感染新冠病毒缺席了福井公演及26、27日的靜岡公演。 |
| 2022年                                                                                              | 8月5日 - 7日（5公演）         | 名古屋市綜合體育館                        | 9會場・39公演                                 | 這是以專輯《1st Love》為主題的出道後首次巡演。 此外，由於大橋感染新冠病毒，原定的巡演日程進行延期和更改。同樣地，長尾因感染新冠病毒缺席了福井公演及26、27日的靜岡公演。 |
| 2022年                                                                                              | 8月9日・10日（3公演）         | 廣島縣立綜合體育館                        | 9會場・39公演                                 | 這是以專輯《1st Love》為主題的出道後首次巡演。 此外，由於大橋感染新冠病毒，原定的巡演日程進行延期和更改。同樣地，長尾因感染新冠病毒缺席了福井公演及26、27日的靜岡公演。 |
| 2022年                                                                                              | 8月13日・14日（3公演）        | MARINE MESSE福岡                          | 9會場・39公演                                 | 這是以專輯《1st Love》為主題的出道後首次巡演。 此外，由於大橋感染新冠病毒，原定的巡演日程進行延期和更改。同樣地，長尾因感染新冠病毒缺席了福井公演及26、27日的靜岡公演。 |
| 2022年                                                                                              | 8月20日・21日（4公演）        | Sun dome福井                              | 9會場・39公演                                 | 這是以專輯《1st Love》為主題的出道後首次巡演。 此外，由於大橋感染新冠病毒，原定的巡演日程進行延期和更改。同樣地，長尾因感染新冠病毒缺席了福井公演及26、27日的靜岡公演。 |
| 2022年                                                                                              | 8月26日・27日（5公演）        | 靜岡ECOPA Arena                           | 9會場・39公演                                 | 這是以專輯《1st Love》為主題的出道後首次巡演。 此外，由於大橋感染新冠病毒，原定的巡演日程進行延期和更改。同樣地，長尾因感染新冠病毒缺席了福井公演及26、27日的靜岡公演。 |
| 2022年                                                                                              | 9月9日 - 11日（5公演）        | 宮城縣綜合運動公園綜合體育館              | 9會場・39公演                                 | 這是以專輯《1st Love》為主題的出道後首次巡演。 此外，由於大橋感染新冠病毒，原定的巡演日程進行延期和更改。同樣地，長尾因感染新冠病毒缺席了福井公演及26、27日的靜岡公演。 |
| 2022年                                                                                              | 9月23日（1公演）              | 大阪城音樂廳（振替公演）                  | 9會場・39公演                                 | 這是以專輯《1st Love》為主題的出道後首次巡演。 此外，由於大橋感染新冠病毒，原定的巡演日程進行延期和更改。同樣地，長尾因感染新冠病毒缺席了福井公演及26、27日的靜岡公演。 |
| 2022年                                                                                              | 10月14日 - 16日 （5公演）     | 真駒內屋內競技場                          | 9會場・39公演                                 | 這是以專輯《1st Love》為主題的出道後首次巡演。 此外，由於大橋感染新冠病毒，原定的巡演日程進行延期和更改。同樣地，長尾因感染新冠病毒缺席了福井公演及26、27日的靜岡公演。 |
| 2022年                                                                                              | 11月2日・3日（4公演）         | 橫濱體育館（振替公演）                    | 9會場・39公演                                 | 這是以專輯《1st Love》為主題的出道後首次巡演。 此外，由於大橋感染新冠病毒，原定的巡演日程進行延期和更改。同樣地，長尾因感染新冠病毒缺席了福井公演及26、27日的靜岡公演。 |
| なにわ男子 LIVE TOUR 2023 'POPMALL'                                                                 |                               |                                           |                                               | |
| 2023年                                                                                              | 7月27日 - 30日（7公演）       | 大阪城音樂廳                              | 9會場・44公演                                 | 這是以專輯《POPMALL》為主題的巡演。 |
| 2023年                                                                                              | 8月9日 - 13日（8公演）        | 橫濱體育館                                | 9會場・44公演                                 | 這是以專輯《POPMALL》為主題的巡演。 |
| 2023年                                                                                              | 8月18日 - 20日（5公演）       | 靜岡ECOPA Arena                           | 9會場・44公演                                 | 這是以專輯《POPMALL》為主題的巡演。 |
| 2023年                                                                                              | 9月2日・3日（4公演）          | 朱鷺展覽館                                | 9會場・44公演                                 | 這是以專輯《POPMALL》為主題的巡演。 |
| 2023年                                                                                              | 9月8日 - 10日（5公演）        | 真駒內屋內競技場                          | 9會場・44公演                                 | 這是以專輯《POPMALL》為主題的巡演。 |
| 2023年                                                                                              | 9月15日・16日（3公演）        | 名古屋市綜合體育館                        | 9會場・44公演                                 | 這是以專輯《POPMALL》為主題的巡演。 |
| 2023年                                                                                              | 9月21日 - 24日（6公演）       | Pia Arena MM                              | 9會場・44公演                                 | 這是以專輯《POPMALL》為主題的巡演。 |
| 2023年                                                                                              | 10月20日・21日（3公演）       | 宮城縣綜合運動公園綜合體育館              | 9會場・44公演                                 | 這是以專輯《POPMALL》為主題的巡演。 |
| 2023年                                                                                              | 10月28日・29日（3公演）       | MARINE MESSE福岡                          | 9會場・44公演                                 | 這是以專輯《POPMALL》為主題的巡演。 |
| なにわ男子 LIVE TOUR 2024 '+Alpha'                                                                  |                               |                                           |                                               | |
| 2024年                                                                                              | 6月28日 - 30日（5公演）       | 真駒內屋內競技場                          | 9會場・ 42公演                                | 這是以專輯《+Alpha》為主題的巡演。 大橋因感染新冠病毒，無法參加8月9日至11日的橫濱演出。 在8月13日的橫濱體育館 12:30的演出，透過naniwaTube進行直播，並在MC環節中宣布了音樂串流解禁及亞洲巡演的消息，並表演了新曲《コイスルヒカリ》。                                                                             |
| 2024年                                                                                              | 7月19日・7月20日（4公演）     | 宮城縣綜合運動公園綜合體育館              | 9會場・ 42公演                                | 這是以專輯《+Alpha》為主題的巡演。 大橋因感染新冠病毒，無法參加8月9日至11日的橫濱演出。 在8月13日的橫濱體育館 12:30的演出，透過naniwaTube進行直播，並在MC環節中宣布了音樂串流解禁及亞洲巡演的消息，並表演了新曲《コイスルヒカリ》。                                                                             |
| 2024年                                                                                              | 8月3日 - 5日（6公演）         | 大阪城音樂廳                              | 9會場・ 42公演                                | 這是以專輯《+Alpha》為主題的巡演。 大橋因感染新冠病毒，無法參加8月9日至11日的橫濱演出。 在8月13日的橫濱體育館 12:30的演出，透過naniwaTube進行直播，並在MC環節中宣布了音樂串流解禁及亞洲巡演的消息，並表演了新曲《コイスルヒカリ》。                                                                             |
| 2024年                                                                                              | 8月9日 - 13日（8公演）        | 橫濱體育館                                | 9會場・ 42公演                                | 這是以專輯《+Alpha》為主題的巡演。 大橋因感染新冠病毒，無法參加8月9日至11日的橫濱演出。 在8月13日的橫濱體育館 12:30的演出，透過naniwaTube進行直播，並在MC環節中宣布了音樂串流解禁及亞洲巡演的消息，並表演了新曲《コイスルヒカリ》。                                                                             |
| 2024年                                                                                              | 8月17日・18日（4公演）        | 愛知Aichi Sky Expo A館                    | 9會場・ 42公演                                | 這是以專輯《+Alpha》為主題的巡演。 大橋因感染新冠病毒，無法參加8月9日至11日的橫濱演出。 在8月13日的橫濱體育館 12:30的演出，透過naniwaTube進行直播，並在MC環節中宣布了音樂串流解禁及亞洲巡演的消息，並表演了新曲《コイスルヒカリ》。                                                                             |
| 2024年                                                                                              | 8月24日・25日（4公演）        | 靜岡ECOPA Arena                           | 9會場・ 42公演                                | 這是以專輯《+Alpha》為主題的巡演。 大橋因感染新冠病毒，無法參加8月9日至11日的橫濱演出。 在8月13日的橫濱體育館 12:30的演出，透過naniwaTube進行直播，並在MC環節中宣布了音樂串流解禁及亞洲巡演的消息，並表演了新曲《コイスルヒカリ》。                                                                             |
| 2024年                                                                                              | 9月3日・4日（3公演）          | MARINE MESSE福岡A館                       | 9會場・ 42公演                                | 這是以專輯《+Alpha》為主題的巡演。 大橋因感染新冠病毒，無法參加8月9日至11日的橫濱演出。 在8月13日的橫濱體育館 12:30的演出，透過naniwaTube進行直播，並在MC環節中宣布了音樂串流解禁及亞洲巡演的消息，並表演了新曲《コイスルヒカリ》。                                                                             |
| 2024年                                                                                              | 9月28日・29日（4公演）        | 廣島縣立綜合體育館                        | 9會場・ 42公演                                | 這是以專輯《+Alpha》為主題的巡演。 大橋因感染新冠病毒，無法參加8月9日至11日的橫濱演出。 在8月13日的橫濱體育館 12:30的演出，透過naniwaTube進行直播，並在MC環節中宣布了音樂串流解禁及亞洲巡演的消息，並表演了新曲《コイスルヒカリ》。                                                                             |
| 2024年                                                                                              | 10月5日・6日（4公演）         | 朱鷺展覽館 新潟會展中心                   | 9會場・ 42公演                                | 這是以專輯《+Alpha》為主題的巡演。 大橋因感染新冠病毒，無法參加8月9日至11日的橫濱演出。 在8月13日的橫濱體育館 12:30的演出，透過naniwaTube進行直播，並在MC環節中宣布了音樂串流解禁及亞洲巡演的消息，並表演了新曲《コイスルヒカリ》。                                                                             |
| Naniwa Danshi ASIA TOUR 2024+2025 '+Alpha'                                                          |                               |                                           |                                               | |
| 2024年 - 2025年                                                                                     | 11月30日・12月1日（2公演）    | 臺北小巨蛋                                | 3城市・7公演 （含追加公演1場）                | 首次亞洲巡演。1月12日的首爾演出將會在日本全國47個都道府縣的電影院進行直播轉播 |
| 2024年 - 2025年                                                                                     | 1月11日・12日（3公演）        | 迎仕柏綜藝館                              | 3城市・7公演 （含追加公演1場）                | 首次亞洲巡演。1月12日的首爾演出將會在日本全國47個都道府縣的電影院進行直播轉播 |
| 2024年 - 2025年                                                                                     | 1月25日・26日（2公演）        | ASIAWORLD-ARENA                           | 3城市・7公演 （含追加公演1場）                | 首次亞洲巡演。1月12日的首爾演出將會在日本全國47個都道府縣的電影院進行直播轉播 |
| なにわ男子 LIVE TOUR 2025 'BON BON VOYAGE'                                                          |                               |                                           |                                               | |
| 2025年                                                                                              | 7月19日・20日（3公演）        | 鷺メッセ 新潟コンベンションセンター       | 9城市43公演                                   | |
| 2025年                                                                                              | 7月23日 - 29日（9公演）       | 横浜アリーナ                              | 9城市43公演                                   | |
| 2025年                                                                                              | 8月16日・17日（4公演）        | マリンメッセ福岡A館                       | 9城市43公演                                   | |
| 2025年                                                                                              | 8月21日 - 24日（6公演）       | 大阪城ホール                              | 9城市43公演                                   | |
| 2025年                                                                                              | 8月30日・31日（4公演）        | セキスイハイムスーパーアリーナ            | 9城市43公演                                   | |
| 2025年                                                                                              | 9月20日・21日（4公演）        | 広島グリーンアリーナ                      | 9城市43公演                                   | |
| 2025年                                                                                              | 9月27日・28日（4公演）        | エコパアリーナ                            | 9城市43公演                                   | |
| 2025年                                                                                              | 10月25日・26日（4公演）       | 真駒内セキスイハイムアイスアリーナ        | 9城市43公演                                   | |
| 2025年                                                                                              | 11月1日 - 3日（5公演）        | Aichi Sky Expo（愛知県国際展示場）Aホール | 9城市43公演                                   | |
| なにわ男子 1st DOME LIVE 2026                                                                       |                               |                                           |                                               | |
| 2026年                                                                                              | 1月12日・13日（2公演）        | 東京巨蛋                                  | 2城市 7公演                                   | |
| 2026年                                                                                              | 1月31日 - 2月4日（5公演）     | 大阪巨蛋                                  | 2城市 7公演                                   | |

### 聯合演唱會
小傑尼斯時期
- 《Fall in LOVE〜秋に関ジュに恋しちゃいなよ〜》（2018年10月24日 - 11月4日、梅田芸術劇場メインホール）[60]
- 《関西ジャニーズJr.『X'mas Party!! 2018』》（2018年11月30日 - 12月25日、大阪松竹座）[61]
- 《関西ジャニーズJr. LIVE 2019 Happy 2 year!!〜今年も関ジュとChu Year!!〜》（2019年1月3日・4日、大阪城hall）[62]
- 《関西ジャニーズJr.『SPRING SPECIAL SHOW 2019』》（2019年3月5日 - 31日、大阪松竹座）[63]
- 《ジャニーズ IsLAND Festival》（2019年5月25日・26日、琦玉超級競技場）[64]
- 《少年たち 青春の光に》（2019年8月2日 - 30日、大阪松竹座）[65]
- 《ジャニーズJr.8・8祭〜東京ドームから始まる〜》（2019年8月8日、東京巨蛋）[66]
- 《関ジュ 夢の関西アイランド 2020 in 京セラドーム大阪 〜遊びにおいでや!満足 100%〜》（2020年1月11日 - 13日、大阪京瓷巨蛋）[67]
- 《Johnny's World Happy LIVE with YOU》（2020年3月29日）（備註：YouTube免費線上演唱會）
- 《Johnny's DREAM IsLAND 2020→2025～大好きなこの街から～》（2020年7月28日(共同)・8月18日・19日(單獨)、大阪萬博紀念公園・大阪松竹座）（備註：Johnny's net online線上演唱會）
- 《あけおめコンサート2021 〜関ジュがギュ〜っと大集合〜in 大阪城ホール》（2021年1月3日 - 5日、大阪城hall）（備註：Johnny's net online線上演唱會）

出道後
- 《Johnny's Festival 〜Thank you 2021 Hello 2022〜》（2021年12月30日、東京巨蛋）（Johnny's net online線上配信）
- 《Johnny's Countdown 2021→2022》（2021年12月31日 - 2022年1月1日、東京巨蛋）
- 《Johnny's Countdown 2022→2023》（2022年12月31日 - 2023年1月1日、東京巨蛋）
- 《WE ARE! Let's get the party STARTO!!》（2024年4月10日、東京巨蛋 / 5月29日・30日、大阪京瓷巨蛋）

### 舞台劇
- 《少年たち 青春の光に…》（2019年8月2日 - 30日、大阪松竹座） - 主演

## 出演

### 專屬電視節目
| 節目名稱                                                         | 節目名稱                                                         | 節目名稱                                                         | 播出日期                                                   | 電視台     |
| ---------------------------------------------------------------- | ---------------------------------------------------------------- | ---------------------------------------------------------------- | ---------------------------------------------------------- | ---------- |
| 《なにわ男子のNANIWA-NANDEMO 》                                  | 《なにわ男子のNANIWA-NANDEMO 》                                  | 《なにわ男子のNANIWA-NANDEMO 》                                  | 2019年3月28日                                              | 關西電視台 |
| 《キャスト》                                                     | 星期三環節                                                       | 「なにわの仕事を学びま SHOW!」                                   | 2019年4月3日 - 2020年3月25日                               | ABC電視台  |
| 《キャスト》                                                     | 星期三環節                                                       | 「家事男子宣言」                                                 | 2020年4月1日 - 12月30日                                    | ABC電視台  |
| 《キャスト》                                                     | 星期三環節                                                       | 「バズズバッ！#なにわリサーチ」                                  | 2021年1月6日 － 2022年3月23日                              | ABC電視台  |
| 《なにわからAぇ! 風吹かせます!〜なにわイケメン学園×Aぇ! 男塾〜》 | 《なにわからAぇ! 風吹かせます!〜なにわイケメン学園×Aぇ! 男塾〜》 | 《なにわからAぇ! 風吹かせます!〜なにわイケメン学園×Aぇ! 男塾〜》 | 2019年11月4日 - 2020年3月9日・2020年4月6日 - 2021年3月29日 | 關西電視台 |
| 《なにわDEオカン大感謝祭》                                       | 《なにわDEオカン大感謝祭》                                       | 《なにわDEオカン大感謝祭》                                       | 2020年3月12日                                              | NHK        |
| 《なにわDEオカン大感謝祭-第二彈 》                               | 《なにわDEオカン大感謝祭-第二彈 》                               | 《なにわDEオカン大感謝祭-第二彈 》                               | 2020年12月18日                                             | NHK        |
| 《なにわDEオカン大感謝祭-第三彈 》                               | 《なにわDEオカン大感謝祭-第三彈 》                               | 《なにわDEオカン大感謝祭-第三彈 》                               | 2022年3月18日                                              | NHK        |
| 《鬧鐘電視 》                                                    | 星期五環節                                                       | 「なにわ動画」                                                   | 2020年10月2日 -                                            | 富士電視台 |
| 《鬧鐘電視 》                                                    | 星期五環節                                                       | 「なにわ男子のなんでやねん!」                                    | 2020年10月2日 - 2023年3月31日                              | 富士電視台 |
| 《鬧鐘電視 》                                                    | 星期五環節                                                       | 「なにわ男子のどっち派!?」                                       | 2023年4月7日 -                                             | 富士電視台 |
| 《鬧鐘電視 》                                                    | 「マンスリーエンタメプレゼンター」                               | 「マンスリーエンタメプレゼンター」                               | 2022年4月8日 - 5月27日                                     | 富士電視台 |
| 《鬧鐘電視 》                                                    | 「サチアレプロジェクト」                                         | 「サチアレプロジェクト」                                         | 2022年8月3日 - 2023年3月24日                               | 富士電視台 |
| 《浪花男子和一流姐姐》                                           | 《浪花男子和一流姐姐》                                           | 《浪花男子和一流姐姐》                                           | 2020年10月31日 － 12月19日                                 | 朝日電視台 |
| 《還沒更新嗎？》                                                 | 《還沒更新嗎？》                                                 | 《還沒更新嗎？》                                                 | 2021年4月17日 －2023年6月26日                              | 朝日電視台 |
| 《還沒更新嗎？presents「逆轉男子」》                             | 《還沒更新嗎？presents「逆轉男子」》                             | 《還沒更新嗎？presents「逆轉男子」》                             | 2023年7月1日 - 9月30日                                     | 朝日電視台 |
| 《浪花男子的逆轉男子》                                           | 《浪花男子的逆轉男子》                                           | 《浪花男子的逆轉男子》                                           | 2023年10月7日 -                                            | 朝日電視台 |

### 電視劇
- 《年下男友（日语：年下彼氏）》（2020年4月12日 - 6月14日 、朝日電視台）
- 《型男高中》（2020年10月7日 - 12月23日、東京電視台）

### 網路配信
- 《小傑尼斯頻道》（2021年1月5日 - 10月18日、YouTube） - 星期二擔當
- 《浪花男子頻道》（2021年10月18日 - 、YouTube）
- 《浪花男子出道前1100天奇蹟歷程natural》（2021年11月5日 - 11月19日 、Amazon Prime Video）

### 廣播電台
- 《Rajira!Saturday》（2019年4月6日 - 2021年10月30日、NHK廣播第1）- 每回一人與浜中文一共同擔任21時台MC
- 《浪花男子的All Night Nippon（日语：オールナイトニッポン）》(2021年7月29日、日本放送)
- 《浪花男子的All Night Nippon Premium（日语：オールナイトニッポンPremium）》（2020年12月14日、2021年10月2日 - 2022年3月、日本放送）
- 《浪花男子的初心廣播！》（2022年4月2日- 、日本放送）

### 應援者
- 《24小時電視 「愛心救地球」》（2019年8月24日・ 25日、日本電視台） - 關西地方特別應援者
- 《カミオト－上方音祭－》（2021年5月1日、讀賣電視台） - 特番SP應援者
- 《第103屆全國高等學校棒球錦標賽》（2021年） - 高校棒球應援隊
- 《24小時電視 「愛心救地球」》（2023年8月26日・27日、日本電視台）- 主持人

## 代言合作

### 廣告
- 日本環球影城「環球銀色聖誕節」（2019年）[68]
- 森永製菓「Hi-Chew(嗨啾)」（2020年3月 - ）[69]
- 傑尼斯島嶼&WonderPlanet「DecoLu」（2020年3月 - 2021年 ） - WEB廣告[70][71]
- 軟銀集團
  - 「5G LAB」
    - 「FR SQUARE」なにわ男子オリジナルコンテンツ（2020年11月 ）[72]
    - 「なにわ男子、超接近。」（2021年11月 ）[73]

  - 「なにわ男子 meets SoftBank」（2022年3月12日 ）[74]
  - 「トビデル」（2024年9月5日 - ）
- LAWSON
  - 「浪花男子出道活動」（2021年10月 ）[75]
  - 「浪花男子×LAWSON活動」（2022年2月）[76]
  - 「浪花男子×Uchi Café 在Uchi Café 一起hapilaw吧 ！」（2022年9月 ）[77]
  - 「浪花男子與hapilaw！聖誕節活動」（2022年11月 ）[78]
- GU「浪花男子×GU 特別聯名計畫」（2021年11月 ）[79]
- sumstar（日语：サンスター）「Ora2 me」（2022年11月）[80]
- 進研ゼミ（日语：進研ゼミ） 「小學講座・中學講座」（2023年1月 ）
- AOKI（日语：AOKIホールディングス）「新鮮人宣傳活動2024」（2024年1月 - ）
- ROUND1（2025年4月 -

### 特別大使
- Redhorse OSAKA WHEEL（2019年）[81]
- GO!GO!EXPO（2019年）[82] - 大阪萬博

## 其他
- 期間限定POP UP STORE『なにわのにわ』（2021年7月28日 - 11月30日、東京・澀谷/ 11月1日 - 30日、大阪・心斎橋）
- 亞洲巡迴期間在台灣、首爾和香港開設期間限定浪花男子POP UP STORE「なにわのにわ（NANIWA no NIWA）」

## 獎項
2021年
- anan AWARD 2021 HOPE部門[83]

2022年
- 第110屆 日劇學院賞 最佳電視劇歌曲－初心LOVE
- 第112屆 日劇學院賞 最佳電視劇歌曲－The Answer
- 第31屆 TV LIFE年度日劇大賞 最佳主題曲－初心LOVE
- 第36屆 日本金唱片大獎 Best5 new artists
- 第36屆 日本金唱片大獎 Best5 singles－初心LOVE

## 外部連結
- 浪花男子｜官方網站 （页面存档备份，存于）
- 浪花男子｜Johnny's net （页面存档备份，存于）
- 浪花男子｜ISLAND TV （页面存档备份，存于）
- 浪花男子的X（前Twitter）
- 浪花男子的Instagram帳戶
- 浪花男子_J-Storm的新浪微博
- YouTube上的浪花男子頻道
  - 小傑尼斯官方｜YouTube （页面存档备份，存于）
  - 小傑尼斯官方－浪花男子｜YouTube （页面存档备份，存于）
- 浪花男子｜台灣愛貝克思官方網站 （页面存档备份，存于）